# Međunarodna motorciklistička federacija
Međunarodna motorciklistička federacija (Fédération Internationale de Motocyclisme, FIM; engl. International Motorcycling Federation) globalni je organ upravljanja/sankcionisanja motorciklističkih trka. Ona predstavlja 111 nacionalnih motorciklističkih saveza koji su podeljeni u šest regionalnih kontinentalnih unija.
Postoji šest motorciklističkih trkačkih disciplina koje pokriva FIM, obuhvatajući 65 svetskih prvenstava i nagrada: drumske trke, motokros (uključujući snežni kros), mototrajl, enduro, reli (uključujući kros i bajas) i trke na stazama (kombinujući grastrak i spidvej). FIM je takođe uključena u mnoge netrkačke aktivnosti koje promovišu sport, njegovu bezbednost i podržavaju relevantnu javnu politiku. FIM je ujedno i prva međunarodna sportska federacija koja je 1994. objavila Kodeks zaštite životne sredine. FIM je 2007. godine osnovala Komisiju za žene u motociklizmu kako bi promovisala upotrebu dvotočkaša sa motorom i moto sport među ženama.

## Istorija
FIM je formiran iz Fédération Internationale des Clubs Motocyclistes (FICM), koja je bila osnovana u Parizu u Francuskoj 21. decembra 1904. Britanski Auto-biciklistički savez (ACU) bio je jedan od osnivača. Godine 1906, FICM je raspušten, ali se ponovo osnovan 1912. godine sa sedištem Engleskoj. Šestodnevno ispitivanje pouzdanosti održano je sledeće godine, što je prvi međunarodni događaj održan u novoj inkarnaciji.
Ime je promenjeno u Fédération Internationale Motocycliste (FIM) 1949. godine. Iste godine je takođe održana i prva trka čuvene Velike nagrade svetskog prvenstva u drumskim trkama. Sedište je premešteno u Ženevu u Švajcarskoj 1959. godine.
Godine 1994, sedište je preseljeno, ovog puta u švajcarski Mies, i po prvi put organizacija je zauzela sopstvenu zgradu u obliku stilizovanog motociklističkog točka. Ime je ponovo promenjeno 1998. godine u Fédération Internationale de Motocyclisme na kongresu u Kejptaunu, Južna Afrika. Iste godine, FIM je dobio privremeni status priznanja od Međunarodnog olimpijskog komiteta, a stekao je puni status 2000. godine na Letnjim olimpijskim igrama 2000. u Sidneju, Australija.
Godina 2004. je obeležila stogodišnjicu organizacije, i proslave su održane na kongresu u Parizu u oktobru. Od 2006. godine, Vito Ipolito (Venecuela) je prvi neevropski predsednik FIM-a.

## FIM takmičenja

### Drumske trke
- FIM Grand pri motorciklistička trka
- FIM Superbajk svetski šampionat
- FIM Supersport svetski šampionat
- FIM Velika nagrada svetskog prvenstva u drumskim trkama
- FIM Svetsko prvenstvo u izdržljivosti
- FIM Svetsko prvenstvo motorcikala sa prikolicom
- FIM CEV Moto2 evropsko prvenstvo
- FIM CEV Moto3 juniorsko svetsko prvenstvo
- MotoE svetski kup

### Terenske trke
- FIM Svetsko prvenstvo u terenskom reliju
- FIM Bajasov svetski kup
- FIM Enduro svetski šampionat
- Međunarodni šestodnevni enduro
- FIM Svetsko prvenstvo u superenduru
- FIM Svetsko prvenstvo u motokrosu
- Nacionalni motokros
- FIM Svetski šampionat u superkrosu
- FIM Svetski šampionat motorcikala sa prikolicom
- FIM Svetsko prvenstvo motorcikala za sneg
- FIM probno svetsko prvenstvo
- Probno prvenstvo nacija
- FIM Spidvejsko svetsko prvenstvo
- FIM Supermoto svetsko prvenstvo
- Supermoto nacija
- FIM Svetsko prvenstvo u motokrosu slobodnog stila

## Članovi

### Evropa
- Evropska unija — Unija evropskog motorciklizma (FIM Evropa)
- Andora — Federacija motorciklista Andore
- Austrija — Austrijski automibilsk-motorciklistički klub
- Belorusija — Beloruska federacija motorciklističkog sporta i bicilističkog motokros sporta
- Belgija — Belgijska motorciklistička federacija
- Bosna i Hercegovina — Bosanskohercegovački auto-moto klub
- Bugarska — Bugarska federacija motorciklizma
- Hrvatska — Hrvatski Motociklisticki Savez
- Kipar — Κυπριακή Ομοσπονδία Μοτοσυκλέτας
- Češka — Autoklub češke republike
- Danska — Danska motorciklistička unija
- Estonija — Eesti Mootorrattaspordi Föderatsioon
- Finska — Suomen Moottoriliitto r.y.
- Francuska — Fédération Française de Motocyclisme
- Nemačka — Deutscher Motor Sport Bund e. V.
- Grenland — Automobilski i krstareći klub Grčke
- Mađarska — Mađarsko udruženje moto sporta
- Island — motorciklistička i snežnomobilna sportska asocijacija Irske
- Irska — Motorciklistička unija Irske (obuhvata Severnu Irsku)
- Italija — Italijanska moto federacija
- Letonija — Latvijas Motosporta Federācija
- Lihtenštajn — Liechtensteiner Motorrad-Verband
- Litvanija — Litvanska motorciklistička sportska federacija
- Luksemburg — Motor Union du Grand Duché de Luxembourg
- Malta - Assocjazjoni Sport Muturi u Karozzi
- Monako — Moto Club de Monaco
- Crna Gora — Auto-moto Savez Crne Gore
- Holandija — Koninklijke Nederlandse Motorrijders Vereniging
- Norveška — Norges Motorsportforbund
- Poljska — Poljsko automibilsko udruženje
- Portugalija — Portugalska motorciklistička federacija
- Rusija — Motorciklistička federacija Rusije
- Srbija - Auto-moto savez Srbije AMSS
- Slovačka — Slovenská Motocyklová Federácia
- Slovenija - Avto-Moto Zveza Slovenije
- Španija — Real Federación Motociclista Española
- Švedska — Svenska Motorcykel- och Snöskoterförbundet
- Severna Makedonija — Avto Moto Sojuz na Makedonija
- Švajcarska — Fédération Motocycliste Suisse
- Velika Britanija — Auto-Cycle Union (excludes Northern Ireland)

### Afrika
- Alžir — Fédération Algérienne des Sports Mécaniques
- Obala Slonovače — Fédération Ivoirienne de Sports Automobile et Motocyclisme
- Egipat — Automobile and Touring Club of Egypt
- Maroko — Fédération Royale Marocaine de Motocyclisme
- Namibija — Namibijska federacija motornog sporta
- Južna Afrika — Motorsport Južna Afrika

### Azija
- UAE — Motorciklistički klub Ujedinjenih Arapskih Emirata
- Bahrein — Bahreinska motorna federacija
- Kina — 中国摩托车运动协会网
- Hongkong — Hongkonška automobilska asocijacija
- Indija — Federacija klubova motornih sportova Indije
- Indonezija — Ikatan motor Indonesija
- Iran — Iranska automobilska i motorciklistička federacija
- Izrael — Automobile & Touring Club of Israezameni:Izraelski automobilski i krstareći klub
- Jordan — Kraljevski motorciklistički klub Jordana
- Japan — Motorciklistička federacija Japana
- Kazahstan — Federacija automotornog sporta Republike Kazahtan
- Južna Koreja — Korejska motorciklistička federacija
- Kuvajt — Kuvajtski internacionalni automobilski klub
- Liban — Libanski motorciklistički klub
- Šri Lanka — Federacija motorciklističkih sportova Šri Lanke
- Makao — Makao kineski automobilski klub
- Malezija — Automibilska asocijacija Malezije
- Mongolija — Mongolska automobilska motorciklistička sportska federacija
- Nepal — Nepalska automibilska sportska asocijacija
- Filipini — Nacionalna motorciklističko sportska i bezbedonosna asocijacija
- Katar — Katarska motorna i motorciklistička federacija
- Saudijska Arabija — Saudijska arapska motorna federacija
- Singapur — Singapurska motorno sportska asocijacija
- Sirija — Sirijski automobilski klub
- Tajland — Federacija motornih sportskih klubova Tajlanda
- Tadžikistan — Automotorna federacija Tadžikistana
- Tajvan — 中華賽車會

### Severna Amerika
- Kanada — Kanadska motorciklistička asocijacija
- Kostarika — Moto Club de Costa Rica
- Kuba — Federación Cubana de Motociclismo
- Dominikanska Republika — Federación Dominicana de Motociclismo
- Salvador — Federación Salvadoreña de Motociclismo
- Gvatemala — Federación Nacional de Motociclismo de Guatemala
- Meksiko — Federación Mexicana de Motociclismo A.C.
- Nikaragva — Unión Nicaragüense de Motociclismo
- Panama — Unión Panameña de Motociclismo
- SAD — Američka motorciklistička asocijacija

### Južna Amerika
- Argentina — Confederación Argentina de Motociclismo Deportivo
- Bolivija — Federación Boliviana de Motociclismo
- Brazil — Confederaçao Brasileira de Motociclismo
- Čile — Federación de Motociclismo de Chile
- Kolumbija — Federación Colombiana de Motociclismo
- Ekvador — Federación Ecuatoriana de Motociclismo
- Paragvaj — Federación Paraguaya de Motociclismo
- Peru — Federación Peruana de Motociclismo
- Urugvaj - Federación Uruguaya de Motociclismo
- Venecuela - Federación Motociclista Venezolana

### Okeanija
- Australija — Motorciklizam Australije
- Gvam — Gvamska mororciklistička i ATV korporacija
- Novi Zeland — Motorciklizam Novog Zelanda

### Širom sveta
- Svetski superbajk (WSBK)
- MotoGP (moto2/moto3)

## Literatura
- Cossalter, Vittore (2006). Motorcycle Dynamics. Lulu. ISBN 978-1-4303-0861-4.
- Foale, Tony (2006). Motorcycle Handling and Chassis Design. Tony Foale Designs. стр. 4–1. ISBN 978-84-933286-3-4.
- „The Dawn of the Superbike: Honda's Remarkable CB750”. AMA Motorcycle Hall of Fame. American Motorcyclist Association. Архивирано из оригинала 13. 1. 2010. г. Приступљено 20. 2. 2010.
- Hough, David L. (2003), More Proficient Motorcycling: The Ultimate Guide to Riding Well (2nd изд.), USA: BowTie Press, стр. 253, ISBN 1-931993-03-3, „sportbike: a motorcycle designed for aggressive performance, especially cornering”
- McCraw, Jim (јул 2005), „About That Bike…”, Popular Mechanics, Hearst Magazines, св. 182 бр. 7, стр. 68–70, ISSN 0032-4558, Приступљено 4. 6. 2010
- Domino, Kevin (2009), The Perfect Motorcycle: How to Choose, Find and Buy the Perfect New Or Used Bike, 671 Press, стр. 50–51, 70, ISBN 978-0-9821733-3-6
- Maher, Kevin; Greisler, Ben (1998), Chilton's Motorcycle Handbook, Haynes North America, стр. 2-11–2-12, ISBN 0-8019-9099-8
- Bennett, Jim (1995), The Complete Motorcycle Book: A Consumer's Guide, Facts on File, стр. 15–16, 19–25, ISBN 0-8160-2899-0
- Wallis, Michael; Clark, Marian (2004), Hogs on 66: Best Feed and Hangouts for Road Trips on Route 66, Council Oak Books, ISBN 9781571781406, „Streetfighter -- Also known as a 'hooligan' cycle, this is a sports-bike stripped of all superfluous bodywork”
- Doeden, Matt; Leonard, Joe (2007), Choppers, Lerner Publications, ISBN 9780822572886, „streetfighter: a type of superbike customised for maximum speed and performance”
- Domino, Kevin (2009), The Perfect Motorcycle: How to Choose, Find and Buy the Perfect New Or Used Bike, 671 Press, стр. 47–58, ISBN 978-0-9821733-3-6
- Cumulative Global Production of Cub Series Motorcycles Reaches 60 Million Units (press release), Honda, 21. 5. 2008, Архивирано из оригинала 3. 3. 2016. г., Приступљено 31. 10. 2010
- Squatriglia, Chuck (23. 5. 2008), „Honda Sells Its 60 Millionth – Yes, Millionth – Super Cub”, Wired, Приступљено 31. 10. 2010
- „That's 2.5 billion cc!”, American Motorcyclist, Westerville, Ohio: American Motorcyclist Association, стр. 24, мај 2006, ISSN 0277-9358, Приступљено 31. 10. 2010
- Edstrom, Christian (30. 11. 2007). „To Save the Polar Bears, Ride a Cub”. New York Times.
- Brown, Roland (2002). Classic Motorcycles. Joanna Lorenz. ISBN 1-84038-433-6.